# واکرسدورف
واکرسدورف (به آلمانی: Wackersdorf) یک شهر در آلمان است که در بایرن واقع شده‌است.

## خصوصیات
واکرسدورف ۳۳٫۵۶ کیلومترمربع مساحت دارد ۴۲۲ متر بالاتر از سطح دریا واقع شده‌است.